# Droplja
Droplja (velika droplja, lat. Otis tarda) je ptica iz porodice droplji i jedina vrsta roda Otis. To je najteža ptica letačica na svijetu. Naseljava uglavnom stepske predjele Europe i Azije.

## Opis
Mužjaci droplje imaju dužinu od 90-110 cm, s rasponom krila od 2,1 do 2,5 m. Obično su teški 10-16 kg, iako je najveći zabilježeni primjerak težio 21 kg. Odrasli mužjak ima smeđi gornji dio tijela i bijeli donji dio, sa sivom glavom i vratom. Za vrijeme sezone parenja, mužjaci imaju dugačka tanka bijela pera koja rastu na vratu, ispod korijena kljuna. Ženke su manje od mužjaka za 30%.

## Rasprostranjenost
Naseljava Euroaziju, od Pirinejskog poluotoka do Dalekog istoka. Procenjuje se da u svijetu ima između 31,000 i 37,000 jedinki. U Europi je najbrojnija u Španjolskoj i Portugalu. Karakteristična je ptica Panonske nizine. Najviše ih je preostalo u Mađarskoj (nacionalni park Kiškunšag). U Srbiji se održala samo na sjeveru Banata, u rezervatu "Pašnjaci velike droplje", gde se može naći oko 30 jedinki.
Droplja se do kraja prošlog stoljeća gnijezdila na području istočne Slavonije, a najveća joj je prijetnja bio lov.

## Vanjske poveznice
|  | Zajednički poslužitelj ima stranicu o temi Otis tarda    |
|  | Zajednički poslužitelj ima još gradiva o temi Otis tarda |
|  | Wikivrste imaju podatke o taksonu Otis tarda             |